# Två släkter
Två släkter är en roman av Hjalmar Bergman från 1914. Den utgör första delen av hans Komedier i Bergslagen.

## Handling
Skildring av hur två släkter bekämpar varandra under en längre period med påföljande tragiska konsekvenser. Handlingen tilldrar sig från slutet av 1600-talet till en god bit in på 1800-talet. De två centrum som handlingen kretsar kring är Ryglinge gård, där männen ofta heter Erik Janse eller Jan Erse (tre Jan Erse förekommer i handlingen) och Klockeberga, ägt av den mäktiga släkten Siedel. Inom denna ätt finns hela sex personer med namnet Jörgen Siedel, även om Bergman lyckas förmå läsaren att kunna skilja dessa åt någorlunda. Kvinnorna är dock inte enbart bifigurer utan är ibland rentav de som regerar släkterna. Fru Beata är en kraftfull matrona på Klockeberga, vilken överlever make, son och sonson och har god hjälp av sin handgångne Gottlieb Marcurell, en förfader till herr Markurell i Markurells i Wadköping. En stark känsla av undergång gör sig dock gällande i stora delar av romanen, och flera av släktmedlemmarna plågas av dysterhet, grubblerier och mental ohälsa. Denna roman följdes upp av Dansen på Frötjärn.